# Ryan Sclater
Ryan Joseph Sclater (New Westminster, 10 februari 1994) is een Canadese volleyballer, gespecialiseerd als diagonaal.
Sclater speelde van 2012 tot 2017 bij het team van Trinity Western University, waar hij in 2017 tevens de opleiding Engels afrondde. Vanaf het seizoen 2017-1018 speelde hij voor het Duitse SVG Lüneburg. In 2019 stapte hij over naar Montpellier UC, in 2021 gevolgd door een overstap naar Arago de Sète.
Sinds 2017 speelt Sclater voor het Olympisch team van Canada.
Sclater trouwde in 2015.

## Sportieve successen

### Club
Canada West Mens Volleyball:
- 2016, 2017
- 2013, 2014, 2015

U Sports Championship:
- 2016, 2017
- 2015

### Nationaal team
Noord-, Midden- en Caribisch Kampioenschappen:
- 2019